# گونه ادبی

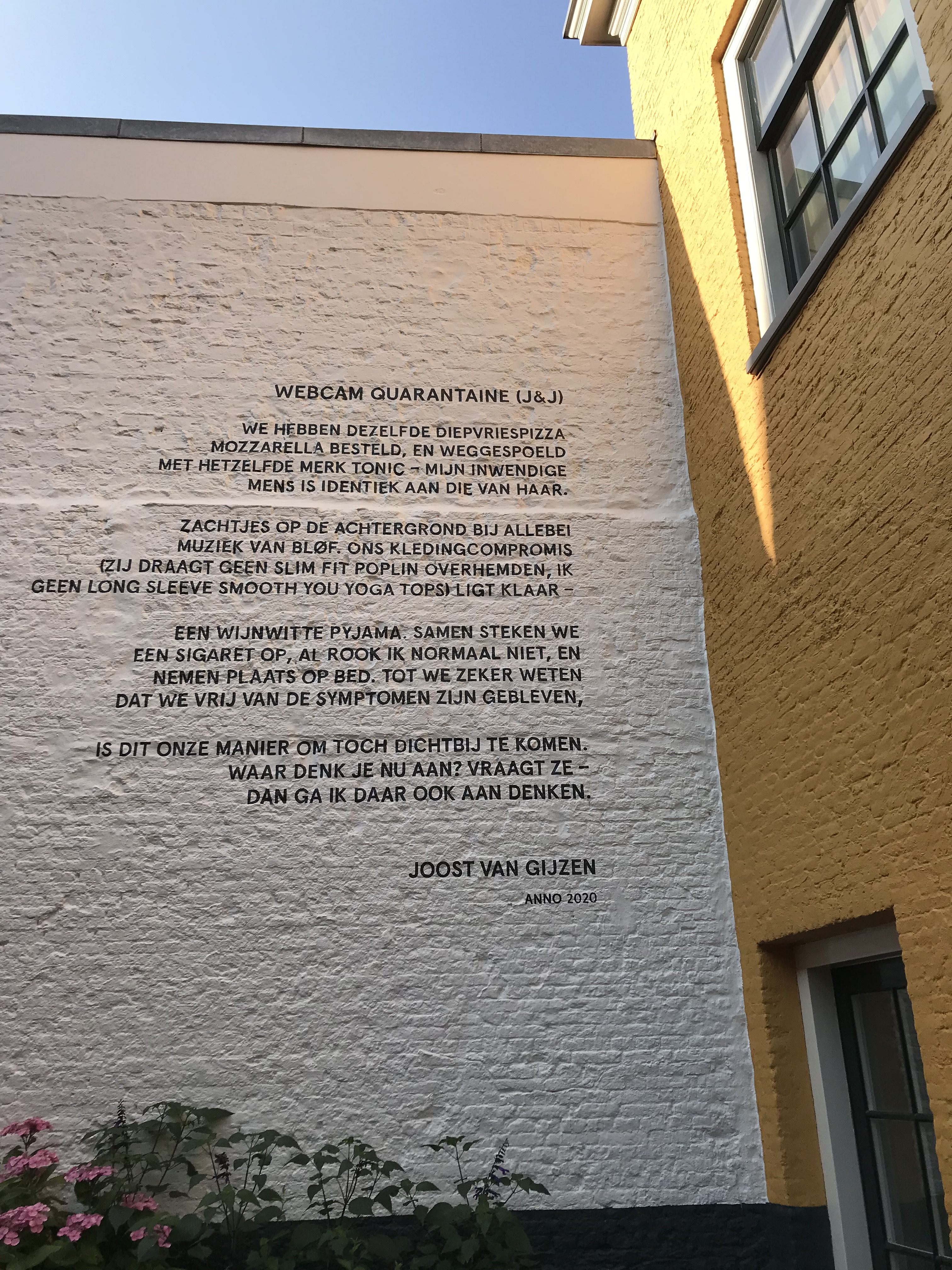
گونه ادبی

گونه ادبی عبارت است از دسته یا نوعی مشخص از آثار ادبی مانند حماسه، تراژدی، کمدی، رمان و داستان کوتاه.
بر خلاف تلاش منتقدان برای اسلوب دادن به هنر ادبیات، این دسته‌ها باید انعطاف‌پذیری را تا حدی حفظ نمایند؛ زیرا در بررسی موشکافانه‌تر می‌توانند به انواع بیشتری تقسیم شوند. برای نمونه ممکن است شکل‌های تلفیقی مانند تراژدی-کمدی و شعر منثور وجود داشته باشند. فرم‌هایی که به تازگی ایجاد شده‌اند مانند دروازه طلایی (رمانی به شکل منظوم و دارای قافیه) از ویکرام ست و پرواز به هیچ‌کجا (رمانی نوشته شده به نثر بسیار شاعرانه) از جان فولر به طرز قاطعی نشان دهنده این هستند که توسل دقیق به گونه به عنوان یک دسته کار دشواری است.